# Fonction exponentielle étirée

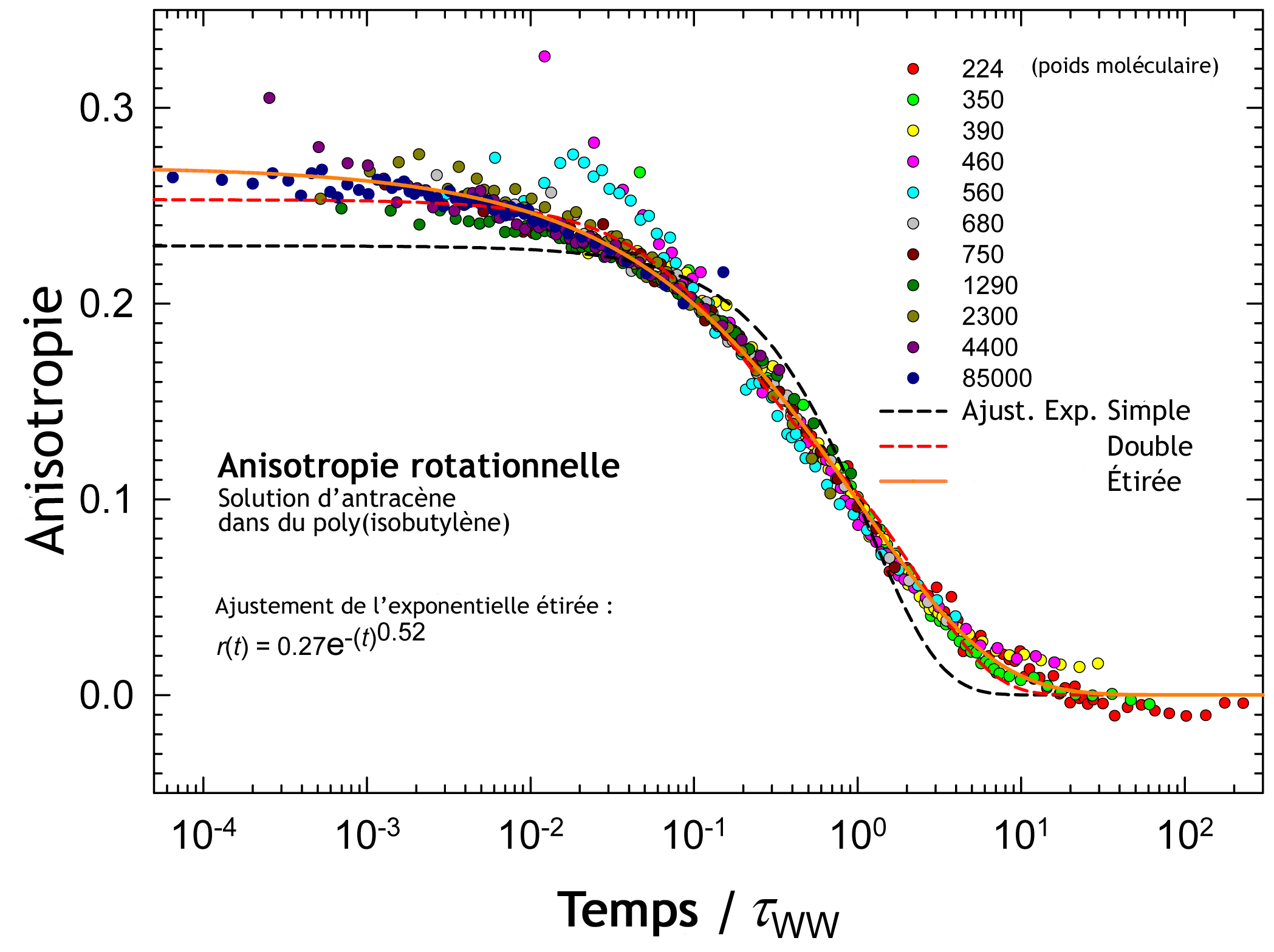
Figure 1. Exemple d’ajustement par une exponentielle étirée (avec β = 0,52) d’un ensemble de mesures. À titre de comparaison, le graphique montre aussi l’ajustement par une exponentielle simple et par une exponentielle double. Les données mesurent l’anisotropie rotationnelle de l’anthracène dissout dans des polyisobutylènes de masses molaires diverses. Le graphique a été normalisé en divisant le temps par les constantes de temps respectives.

La fonction exponentielle étirée, ou exponentielle étendue est une généralisation de la fonction exponentielle avec un paramètre supplémentaire, l’exposant d'étirement β :
{\displaystyle \phi (t)={\rm {e}}^{-\left({t/\tau }\right)^{\beta }}}.
En général, la fonction n’a de sens que pour t de 0 à +∞. Pour β = 1, on retrouve la fonction exponentielle. Lorsque β est compris entre 0 et 1, le graphe de φ(t) selon log(t) en abscisse, est étiré de façon caractéristique, d’où le nom de la fonction.
Mathématiquement, l’exponentielle étirée correspond à la fonction de répartition d’une distribution de Weibull. De plus, c’est la fonction caractéristique (c’est-à-dire la transformée de Fourier) de la distribution de Lévy tronquée.
En physique, l’exponentielle étirée est souvent utilisée pour décrire la relaxation des systèmes aléatoires. Elle a été introduite par Rudolf Kohlrausch en 1854 pour décrire la décharge des condensateurs
et elle est généralement appelée fonction de Kohlrausch. En 1970, G. Williams et D.C. Watts utilisèrent la transformée de Fourier de l'exponentielle étirée pour décrire le spectre diélectrique des polymères ; 
par suite, l’exponentielle étirée, ou sa transformée de Fourier, est aussi dénommée fonction de Kohlrausch-Williams-Watts ou fonction KWW.

## Fonction de distribution
Dans certains domaines de la physique, lorsqu’apparaissent des phénomènes de décroissance apparemment de forme exponentielle double, on souhaite, pour certaines raisons théoriques, expliquer ce comportement comme la combinaison linéaire de décroissances exponentielles simples. Il faut alors déterminer la distribution du coefficient linéaire ρ(u) à affecter à chaque exponentielle de période de relaxation u. On a donc la définition implicite suivante de la distribution ρ(u) : 
{\displaystyle {\rm {e}}^{-t^{\beta }}=\int _{0}^{\infty }\rho (u)\,{\rm {e}}^{-t/u}~\mathrm {d} u}
d’où l’on déduit la distribution
{\displaystyle G(u)=u\rho (u).}
ρ peut être calculé par le développement en série :
{\displaystyle \rho (u)=-{1 \over {\pi u}}\sum \limits _{k=0}^{\infty }{{(-1)^{k}} \over {k!}}\sin(\pi \beta k)\Gamma (\beta k+1)u^{\beta k+1}.}
Lorsque β tend vers 1, G(u) tend vers la distribution de Dirac concentrée au point 1, correspondant à une simple exponentielle.
| |  |
| Figure 2. Graphiques linéaire et log-log de la fonction de distribution de l'exponentielle étirée G(u) pour des valeurs du paramètre d’étirement β comprises entre 0,1 et 0,9. |  |

## Période de relaxation moyenne
Si, selon l’acception traditionnelle, on interprète la variable t comme un temps, alors l’aire sous la courbe φ(t) correspond à la période moyenne de relaxation. On a :
{\displaystyle \langle \tau \rangle \equiv \int _{0}^{\infty }{\rm {e}}^{-\left({t/\tau }\right)^{\beta }}~\mathrm {d} t={{\tau } \over \beta }\Gamma \left({1 \over \beta }\right)}
où Γ est la fonction gamma. Pour une décroissance exponentielle simple, on retrouve {\displaystyle \langle \tau \rangle =\tau }.

## Moments de la distribution exponentielle étirée
Les moments de la fonction exponentielle étirée sont tels que :
{\displaystyle \langle \tau ^{n}\rangle \equiv \int _{0}^{\infty }t^{n-1}\,{\rm {e}}^{-\left({t/\tau }\right)^{\beta }}~\mathrm {d} t={{\tau ^{n}} \over \beta }\Gamma \left({n \over \beta }\right).}
Ils sont étroitement liés aux moments de la distribution des périodes de relaxation d’une exponentielle simple :
{\displaystyle \langle \tau ^{n}\rangle =\Gamma (n)\int _{0}^{\infty }t^{n}\,\rho (\tau )~\mathrm {d} \tau }.

## Transformation de Fourier
Pour décrire les résultats de mesures en spectroscopie ou en fragmentation inélastique, on utilise la transformée de Fourier en sinus ou en cosinus de la fonction exponentielle étirée. Celle-ci est évaluée par intégration numérique ou par développement en série entière.

## Historique et applications
La fonction exponentielle étirée a été introduite par le physicien Rudolf Kohlrausch pour exprimer la décharge de la bouteille de Leyde, condensateur où le diélectrique est constitué de verre. Elle fut ensuite utilisée par son fils Friedrich Kohlrausch pour décrire la relaxation de torsion. A. Werner l'utilisa en 1907 pour décrire les phénomènes de décroissance complexe de la luminescence et Theodor Förster en 1949 pour la loi de décroissance de fluorescence des donneurs énergétiques.
En dehors de la physique de la matière condensée, la fonction exponentielle étirée intervient dans la loi de décroissance des petits planétoïdes errants du système solaire.